# Santa Rosa de Calamuchita
Santa Rosa de Calamuchita è una piccola città dell'Argentina, appartenente alla provincia di Córdoba, dipartimento di Calamuchita. È situata nel centro della Valle Calamuchita, al centro di un paesaggio che comprende colline (Sierras), fiumi e laghi; la zona è un importante sito turistico. Altre importanti città vicine sono Villa General Belgrano e Embalse (in cui è presente una centrale nucleare).
Ha quasi 10 000 abitanti secondo il censimento INDEC del 2001.